# Bidart
Bidart (Baskisch: Bidarte) is een gemeente in het Franse departement Pyrénées-Atlantiques (regio Nouvelle-Aquitaine). De plaats maakt deel uit van het arrondissement Bayonne. Bidart telde op 1 januari 2022 7.674 inwoners.
De kerk Notre-Dame-de-l'Assomption dateert uit de 16e eeuw en heeft een verguld retabel. Net als andere kerken uit de streek bestaat de kerk uit een beuk met aan de zijkanten houten gaanderijen die werden gebouwd in de 17e eeuw.

## Geografie
De oppervlakte van Bidart bedroeg op 1 januari 2022 12,15 vierkante kilometer; de bevolkingsdichtheid was toen 631,6 inwoners per km².

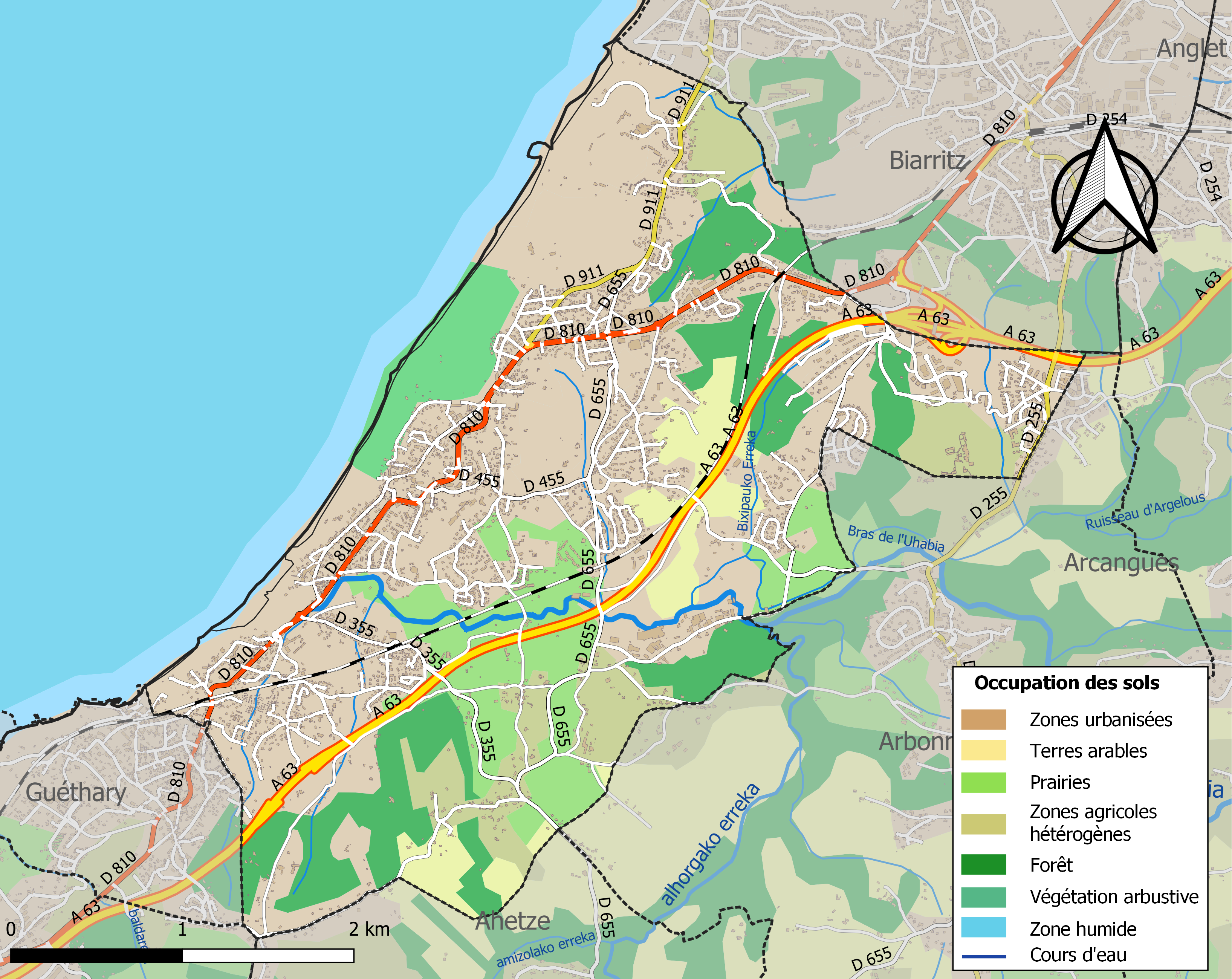
Kaart van de gemeente met belangrijkste infrastructuur, bodemgebruik en omliggende gemeenten

## Demografie
Onderstaande figuur toont het verloop van het inwonertal (bron: INSEE-tellingen).